# Wapen van Adzjarië

Wapen van Adzjarië

Het wapen van Adzjarië werd in 2008 als wapen van de Georgische autonome republiek Adzjarië aangesteld door de Hoge Raad van Adzjarië. 

## Blazoenering
Het wapen is horizontaal in tweeën gedeeld door een golvende lijn. Het eerste deel is groen met daarop een gouden fort. Het fort bestaat uit een gekanteelde poort met aan weerszijden gekanteelde torens. Daarnaast een gekanteelde muur met lagere gekanteelde torens. 
Het tweede deel van het schild is blauw van kleur met daarop drie gouden bezanten. Deze zijn, van boven naar beneden, geplaatst 2 en 1. 
In het hart van het schild een rood hartschild waarop in het zilver St. Joris te paard die met zijn lans de draak doodt. Om het hoofd van de heilige een gouden nimbus. Dit schild is gelijk aan dat van het wapen van Georgië.